# Natalino Viveiros
Américo Natalino Pereira Viveiros (Rabo de Peixe, ilha de São Miguel, 6 de fevereiro de 1950), mais conhecido por Natalino Viveiros, é um empresário e político açoriano, ligado ao PSD. Foi Secretário Regional, bem como deputado. No campo empresarial, está ligado ao sector da comunicação social, sendo director e gestor de diversas publicações na cidade de Ponta Delgada, incluindo os jornais Correio dos Açores, Diário dos Açores e Atlântico Expresso, e a revista Açorianíssima, todos conotados com o PSD.

## Biografia
Estudou, em Ponta Delgada, na Escola Comercial e Industrial e cursou, posteriormente, Contabilidade e Administração no Instituto Superior de Contabilidade e Administração de Lisboa. Foi contabilista em Rabo de Peixe, trabalhando junto do advogado salazarista José da Silva Fraga, futuro separatista. Fez o Serviço Militar na Guiné-Bissau, donde regressou em Abril de 1974. Foi professor enquanto durou o Serviço Militar, retomando os Estudos em sequência.
Atuou nas funções de Gerente Comercial até 1977.
Não tinha qualquer passado político ligado à Oposição Democrática. Em 1974, tornou-se militante do PPD/PSD, inicialmente fundado como PPDA (Partido Popular Democrático Açoriano), em Maio de 1974, um partido regional, circunscrito a São Miguel, e criado à volta de Mota Amaral. Exerceu vários cargos dirigentes no PPD/PSD, a partir de 1975. Foi Vice-Presidente da Comissão Politica da Ilha de São Miguel, membro do Secretariado Regional, Secretário-geral do PSD, do qual também foi Vice-Presidente.
Foi eleito deputado à Assembleia Constituinte pelo círculo eleitoral do Distrito Autónomo de Ponta Delgada, em 1975, nas primeiras eleições democráticas depois da Revolução de 25 de Abril de 1974. Nos debates parlamentares destacou-se pelos confrontos verbais que manteve sobretudo com o deputado Vital Moreira (PCP), que defendia apenas a autonomia administrativa dos Açores e Madeira, por entender não haver condições democráticas ainda para a criação de uma autonomia político-administrativa. Destacou-se também pelos ataques que fez ao antigo Governador Civil António Borges Coutinho, que acusou de "ditador" e "déspota", e de verdadeiro responsável pelos actos terroristas ligados à manifestação de 6 de Junho de 1975, na qual colaborou com os grandes proprietários e terratenentes de São Miguel para organizar uma acção de força em defesa dos seus interesses, ameaçados não só pelo Governador Civil Borges Coutinho, como pelo governo do primeiro-ministro Vasco Gonçalves, que defendiam valores de justiça social. Segundo afirmou então: "(...) a manifestação de 6 de Junho foi para pôr termo à ditadura que estava implantada nos Açores e que era feita pelo ex-governador Borges Coutinho, governando como um déspota, sem respeito nenhum pela vontade popular, e foi por isso que essa manifestação se fez, e foi por isso também que houve as tais minorias a que eu me referi aí, que puderam manobrar o povo para o levar a tomar atitudes menos dignas e que não estavam no espírito dessas populações." As afirmações, apesar do PPD não ter feito qualquer campanha pela demissão do Governador Civil depois das eleições constituintes de 1975, motivariam uma réplica de Orlando Marques Pinto (MDP/CDE), que protestou contra os seus ataques, uma vez que Borges Coutinho fora "um resistente antifascista que pagou na cadeia longos tempos de prisão e de enxovalhos permanentes, enquanto eu não sei o que nessa altura faria o Sr. Deputado que fez essa afirmação."   
Fez parte da Comissão que elaborou, na Assembleia Constituinte, o título VII sobre a Autonomia dos Açores e da Madeira.
Integrou a Comissão que foi nomeada pela Junta Regional, em 1975, para elaborar o 1º Estatuto Provisório da Autonomia dos Açores. Em 1976, foi eleito Deputado à Assembleia da República pelo PPD/PSD.
Em 1977, foi nomeado Secretário Regional do Comércio e Industria dos I Governo Regional e II Governo Regional, cargo que exerceu até 1984. Neste cargo, foi um dos dinamizadores do Projecto Geotérmico dos Açores, o que permitiu inaugurar, em 1984, a primeira Central eléctrica de produção Geotérmica. Criou a Empresa de Electricidade dos Açores, e promoveu a criação da Cimentaçor, em comunhão de esforços com a Cimpor, permitindo eliminar os estrangulamentos graves do abastecimento de cimento à região.
Promoveu a criação de instrumentos fundamentais para o desenvolvimento regional, tais como o Serviço de Classificação de Leite dos Açores e o Fundo Regional de Abastecimento, que permitiu uniformizar em toda a Região os preços de um conjunto de bens de primeira necessidade. Promoveu a criação do Serviço Regional dos Produtos Agropecuários, que absorveu os matadouros e os serviços da antiga Junta Nacional dos Produtos Agropecuários, bem como o Instituto de Apoio ao Sector Agropecuário, que integrou depois os antigos Grémios da Lavoura. Proveu ainda a criação da Lotaçor e da Empresa Regional de Parques Industriais.
Em 1984, foi nomeado Presidente do Conselho da Administração da Empresa Electricidade dos Açores. Durante o seu mandato, o sector conheceu um período de excepcional crescimento. Foi construída a Central do Caldeirão em São Miguel, a Central do Belo Jardim, na Ilha Terceira, e a nova Central do Pico. Foram instalados, no Faial, os 1ºs grupos a gasóleo, remodelou-se a Central de São Jorge e instalaram-se novos grupos na Graciosa, São Jorge e Flores. Foi adquirida a central eléctrica à ANA em Santa Maria.
Em 1988 e depois das eleições Legislativas, regressou ao Governo ocupando a pasta da Secretaria Regional da Habitação e Obras Públicas do IV Governo Regional dos Açores. Lançou um conjunto de projectos, alguns das quais estruturantes, como os projectos de prolongamento da Avenida do Infante D. Henrique (actual Av. Doutor João Bosco Mota Amaral) em São Miguel, a construção da marina e do edifício do Clube Naval de Ponta Delgada, a conclusão da Via Rápida Angra Praia e a requalificação da rede viária regional em todas as ilhas do arquipélago. Durante este período, foram construídas as aerogares de São Miguel e Terceira, e foi lançado um arrojado plano de recuperação do parque escolar. Foram construídas as novas escolas das Laranjeiras, da Praia da Vitoria, a nova Escola do Pico e a Escola de Santa Cruz das Flores. Durante o seu mandato, foram lançadas as obras do Porto da Praia da Vitoria, do Porto das Flores e a consolidação dos portos do Pico e de Santa Maria, bem como a construção do Porto do Corvo. A par de outros projectos, merecem destaque o lançamento da construção do Hospital do Divino Espírito Santo.
Em 1992, depois das eleições regionais, continuou com a pasta da Habitação e Obras Públicas, à qual em 1993, passou a designar-se Secretaria Regional das Obras Públicas, Transportes e Comunicações. Cessa funções governativas em 1994, envolvido no caso Propico. Deixou a actividade política em 1995. Em 2007, a Assembleia Legislativa da Região Autónoma dos Açores, nos termos do artigo 9º do Decreto Legislativo Regional n.o 36/2002/A, de 28 de Novembro, atribuiu a Américo Natalino Viveiros a Insígnia Honorífica Açoriana de Reconhecimento. 
Publicou o seu polémico livro 6 de junho: um marco na rota da autonomia dos Açores, que pretende demonstrar o papel positivo que esta manifestação, apesar de ligada a vários actos de terrorismo, que nunca foram castigados, terá desempenhado para a história regional.
Na sessão plenária de 31 de março de 2016 foi aprovada, na Assembleia da República, a deliberação que atribuiu o título de Deputados Honorários aos Constituintes de 1975-76. A entrega do respectivo diploma ocorreu no final da sessão plenária de 14 de abril, no Salão Nobre da Assembleia. Nesse mesmo dia, foi descerrada uma placa de homenagem dos Deputados da XIII Legislatura aos Deputados da Constituinte, no Átrio Principal do Palácio de São Bento, nos quais se inclui Américo Natalino Viveiros.